# Liste der Landtagswahlkreise in Brandenburg

Wahlkreiseinteilung zur Landtagswahl 2024

Die Liste der Landtagswahlkreise in Brandenburg enthält die Wahlkreise für die Wahlen zum Brandenburger Landtag.

## Geschichte

### Entwicklung seit 1990
Seit der ersten Wahl zum Landtags Brandenburg am 14. Oktober 1990 existieren 44 Wahlkreise mit jeweils einem Direktmandat, denen noch einmal so viele Listenmandate gegenüberstehen. Die damalige Wahlkreiseinteilung orientierte sich an den damaligen Kreisen und kreisfreien Städten, die aus der ehemaligen DDR übernommen wurden. Im Zuge der Kreisreform von 1993 musste die Einteilung geändert werden, die Zahl der Wahlkreise und Mandate blieb dabei konstant. Durch die Neufassung des Brandenburgischen Landeswahlgesetzes vom 28. Januar 2004 wurde die Einteilung erneut geändert. Im Vergleich zu vorhergehenden Landtagswahl 1999 wurde die Einteilung an die unterschiedliche Bevölkerungsentwicklung in den einzelnen Landesteilen sowie an die veränderten Gemeindegrenzen infolge der kommunalen Gebietsreform angepasst. Zur Landtagswahl 2009 blieb der Zuschnitt der Wahlkreise unverändert.

### Änderungen zur Landtagswahl 2014
Das Zweite Gesetz zur Änderung landeswahlrechtlicher Vorschriften hatte Hohensaaten trotz der Eingemeindung nach Bad Freienwalde (Oder) zunächst noch im Wahlkreis Barnim III belassen. Durch das Außerkrafttreten diesen Zusatzes wurde Hohensaaten zur Landtagswahl 2014 in den Wahlkreis Wahlkreis Märkisch-Oderland III überführt.
Durch das Zweite Gesetz zur Änderung der Wahlkreiseinteilung für die Wahl zum Landtag Brandenburg vom 16. Mai 2013 wurden einige Änderungen wirksam:
- Als Basis für die Größe der Wahlkreise dient in Zukunft nicht mehr die allgemeine Einwohnerzahl, sondern die Zahl der Wahlberechtigten.
- Die Stadt Velten gehört nicht mehr dem Wahlkreis Oberhavel II, sondern dem Wahlkreis Oberhavel I an.
- Der Wahlkreis Potsdam-Mittelmark III/Potsdam III verliert die Gemeinde Michendorf an den Wahlkreis Potsdam-Mittelmark II
- Die Potsdamer Stadtteile Bornim, Bornstedt, Eiche, Golm, Grube, Nedlitz und Sacrow, wurden vom Wahlkreis Potsdam I zum Wahlkreis Potsdam-Mittelmark III/Potsdam III übertragen.

Die gesetzliche Mindestzahl der Mitglieder des Landtags beträgt 88, sodass neben den 44 Direktmandaten noch einmal genauso viele für die Landeslisten der Parteien bzw. Wahlvereinigungen vergeben werden. Durch Überhang- und Ausgleichsmandate kann sich deren Zahl aber auf bis zu 110 erhöhen.

### Änderungen zur Landtagswahl 2024
Durch das Dritte Gesetz zur Änderung der Wahlkreiseinteilung für die Wahl zum Landtag Brandenburg vom 2. März 2023, gültig für die Landtagswahl in Brandenburg 2024, wurden folgende Änderungen wirksam:
- Statt dem ehemaligen Amt Oder-Welse gehört nun die Gemeinde Pinnow zum Landtagswahlkreis Uckermark II.
- Das Amt Brück gehört nicht mehr dem Wahlkreis Potsdam-Mittelmark II, sondern dem Wahlkreis Brandenburg an der Havel I/Potsdam-Mittelmark I an.
- Statt dem Wahlkreis Potsdam-Mittelmark III/Potsdam III gehört nun die Gemeinde Schwielowsee dem Wahlkreis Brandenburg an der Havel I/Potsdam-Mittelmark I an.

## Wahlkreise mit Gebietsbeschreibung für die Wahl 2024
| Nr. | Wahlkreis                                       | Gebiet |
| --- | ----------------------------------------------- | --- |
| 1   | Prignitz I                                      | Wittenberge, Amt Bad Wilsnack/Weisen, Gumtow, Karstädt, Amt Lenzen-Elbtalaue, Perleberg, Plattenburg |
| 2   | Prignitz II/Ostprignitz-Ruppin II               | Vom Landkreis Prignitz die Gemeinden Pritzwalk und Groß Pankow sowie die Ämter Meyenburg und Putlitz-Berge, vom Landkreis Ostprignitz-Ruppin die Gemeinden Wittstock, Heiligengrabe und Kyritz                                                                                     |
| 3   | Ostprignitz-Ruppin I                            | Neuruppin, Rheinsberg, Fehrbellin, Amt Lindow, Amt Temnitz |
| 4   | Ostprignitz-Ruppin III/Havelland III            | Vom Landkreis Ostprignitz-Ruppin die Gemeinde Wusterhausen/Dosse und das Amt Neustadt (Dosse), vom Landkreis Havelland die Gemeinden Rathenow, Milower Land und Premnitz sowie das Amt Rhinow                                                                                      |
| 5   | Havelland I                                     | Nauen, Brieselang, Amt Friesack, Ketzin, Amt Nennhausen, Wustermark |
| 6   | Havelland II                                    | Falkensee, Dallgow-Döberitz, Schönwalde-Glien |
| 7   | Oberhavel I                                     | Hennigsdorf, Kremmen, Löwenberger Land, Oberkrämer, Velten |
| 8   | Oberhavel II                                    | Birkenwerder, Glienicke/Nordbahn, Hohen Neuendorf, Mühlenbecker Land |
| 9   | Oberhavel III                                   | Oranienburg, Leegebruch, Liebenwalde |
| 10  | Uckermark III/Oberhavel IV                      | Vom Landkreis Uckermark die Gemeinden Templin, Boitzenburger Land und Lychen, vom Landkreis Oberhavel die Gemeinden Fürstenberg/Havel und Zehdenick sowie das Amt Gransee und Gemeinden                                                                                            |
| 11  | Uckermark I                                     | Prenzlau, Angermünde, Amt Brüssow, Amt Gerswalde, Amt Gramzow, Nordwestuckermark, Uckerland |
| 12  | Uckermark II                                    | Schwedt/Oder, Amt Gartz, Pinnow |
| 13  | Barnim I                                        | Eberswalde, Amt Joachimsthal, Schorfheide |
| 14  | Barnim II                                       | Bernau, Panketal |
| 15  | Barnim III                                      | Wandlitz, Werneuchen, Ahrensfelde, Amt Biesenthal-Barnim, Amt Britz-Chorin-Oderberg |
| 16  | Brandenburg an der Havel I/Potsdam-Mittelmark I | Von Brandenburg an der Havel die Stadtteile Görden und Plaue, vom Landkreis Potsdam-Mittelmark die Gemeinden Groß Kreutz und Kloster Lehnin sowie die Ämter Wusterwitz, Ziesar, Beetzsee und Brück                                                                                 |
| 17  | Brandenburg an der Havel II                     | Brandenburg an der Havel ohne die Stadtteile Görden und Plaue |
| 18  | Potsdam-Mittelmark II                           | Beelitz, Belzig, Michendorf, Amt Niemegk, Schwielowsee, Seddiner See, Treuenbrietzen, Wiesenburg |
| 19  | Potsdam-Mittelmark III/Potsdam III              | Vom Landkreis Potsdam-Mittelmark die Gemeinde Werder (Havel), von Potsdam die Ortsteile Bornim, Bornstedt, Eiche, Fahrland, Golm, Groß Glienicke, Grube, Marquardt, Nedlitz, Neu Fahrland, Sacrow, Satzkorn und Uetz-Paaren (ohne die Teile, die zum Wahlkreis 21 oder 22 gehören) |
| 20  | Potsdam-Mittelmark IV                           | Kleinmachnow, Nuthetal, Stahnsdorf, Teltow |
| 21  | Potsdam I                                       | Von Potsdam die Ortsteile Nördliche Innenstadt, Babelsberg, Klein Glienicke, Westliche Vorstädte und Nördliche Vorstädte (ohne die Teile, die zum Wahlkreis 19 oder 22 gehören) |
| 22  | Potsdam II                                      | Von Potsdam die Stadtteile Drewitz, Kirchsteigfeld, Potsdam Süd, Stern und Südliche Innenstadt/Zentrum Ost (ohne die Teile, die zum Wahlkreis 19 oder 21 gehören) |
| 23  | Teltow-Fläming I                                | Ludwigsfelde, Am Mellensee, Großbeeren, Nuthe-Urstromtal, Trebbin |
| 24  | Teltow-Fläming II                               | Jüterbog, Luckenwalde, Amt Dahme/Mark, Niedergörsdorf |
| 25  | Teltow-Fläming III                              | Zossen, Baruth, Blankenfelde-Mahlow, Rangsdorf |
| 26  | Dahme-Spreewald I                               | Schönefeld, Bestensee, Eichwalde, Mittenwalde, Schulzendorf, Wildau, Zeuthen |
| 27  | Dahme-Spreewald II/Oder-Spree I                 | Vom Landkreis Dahme-Spreewald die Gemeinde Königs Wusterhausen, vom Landkreis Oder-Spree die Gemeinden Storkow und Tauche sowie die Ämter Scharmützelsee und Spreenhagen |
| 28  | Dahme-Spreewald III                             | Lübben, Luckau, Amt Golßener Land, Heideblick, Heidesee, Amt Lieberose, Märkische Heide, Amt Schenkenländchen, Amt Unterspreewald |
| 29  | Oder-Spree II                                   | Eisenhüttenstadt, Amt Brieskow-Finkenheerd, Friedland, Amt Neuzelle, Amt Schlaubetal |
| 30  | Oder-Spree III                                  | Fürstenwalde, Beeskow, Grünheide, Amt Odervorland, Rietz-Neuendorf |
| 31  | Märkisch-Oderland I/Oder-Spree IV               | Vom Landkreis Märkisch-Oderland die Gemeinden Hoppegarten und Neuenhagen, vom Landkreis Oder-Spree die Stadt Erkner, sowie die Gemeinden Schöneiche und Woltersdorf |
| 32  | Märkisch-Oderland II                            | Strausberg, Petershagen/Eggersdorf, Rüdersdorf |
| 33  | Märkisch-Oderland III                           | Bad Freienwalde, Altlandsberg, Amt Barnim-Oderbruch, Amt Falkenberg-Höhe, Fredersdorf-Vogelsdorf, Wriezen |
| 34  | Märkisch-Oderland IV                            | Seelow, Amt Golzow, Amt Lebus, Letschin, Amt Märkische Schweiz, Müncheberg, Amt Seelow-Land |
| 35  | Frankfurt (Oder)                                | Frankfurt (Oder) |
| 36  | Elbe-Elster I                                   | Finsterwalde, Falkenberg, Herzberg (Elster), Amt Kleine Elster, Amt Schlieben, Schönewalde, Sonnewalde, Uebigau-Wahrenbrück |
| 37  | Elbe-Elster II                                  | Bad Liebenwerda, Doberlug-Kirchhain, Amt Elsterland, Elsterwerda, Mühlberg, Amt Plessa, Röderland, Amt Schradenland |
| 38  | Oberspreewald-Lausitz I                         | Lauchhammer, Amt Ortrand, Amt Ruhland, Schipkau, Schwarzheide |
| 39  | Oberspreewald-Lausitz II/Spree-Neiße IV         | Vom Landkreis Oberspreewald-Lausitz die Gemeinden Senftenberg und Großräschen sowie das Amt Altdöbern, vom Landkreis Spree-Neiße die Gemeinde Drebkau |
| 40  | Oberspreewald-Lausitz III/Spree-Neiße III       | Vom Landkreis Oberspreewald-Lausitz die Gemeinden Lübbenau, Calau und Vetschau, vom Landkreis Spree-Neiße die Gemeinde Kolkwitz und das Amt Burg |
| 41  | Spree-Neiße I                                   | Guben, Forst, Amt Peitz, Schenkendöbern |
| 42  | Spree-Neiße II                                  | Spremberg, Amt Döbern-Land, Neuhausen, Welzow |
| 43  | Cottbus I                                       | von Cottbus die Stadt- oder Ortsteile Branitz, Dissenchen, Döbbrick, Merzdorf, Mitte, Sandow, Saspow, Schmellwitz, Sielow, Skadow und Willmersdorf |
| 44  | Cottbus II                                      | von Cottbus die Stadt- oder Ortsteile Kahren, Madlow, Sachsendorf, Spremberger Vorstadt und Ströbitz sowie Gallinchen, Groß Gaglow und Kiekebusch |

## Abweichende Gebietsbeschreibungen in vorherigen Wahlen

Wahlkreiseinteilung zu den Landtagswahlen 2014 und 2019

Wahlkreiseinteilung zu den Landtagswahlen 2004 und 2009

| Nr. | Wahlkreis                                       | Zeitraum  | Gebiet |
| --- | ----------------------------------------------- | --------- | --- |
| 5   | Havelland I                                     | 2004–2009 | Nauen, Brieselang, Amt Friesack, Ketzin, Amt Nennhausen, Wustermark |
| 7   | Oberhavel I                                     | 2004–2009 | Hennigsdorf, Kremmen, Löwenberger Land, Oberkrämer |
| 8   | Oberhavel II                                    | 2004–2009 | Birkenwerder, Glienicke/Nordbahn, Hohen Neuendorf, Mühlenbecker Land, Velten |
| 12  | Uckermark II                                    | 2004–2019 | Schwedt/Oder, Amt Gartz, Amt Oder-Welse |
| 15  | Barnim III                                      | 2004      | Wandlitz, Werneuchen, Ahrensfelde-Blumberg, Amt Biesenthal-Barnim, Amt Britz-Chorin und Amt Oderberg |
| 15  | Barnim III                                      | 2009      | Wandlitz, Werneuchen, Ahrensfelde, Amt Biesenthal-Barnim, Amt Britz-Chorin-Oderberg und vom Landkreis Märkisch-Oderland der Ortsteil Hohensaaten der Stadt Freienwalde (Oder) |
| 16  | Brandenburg an der Havel I/Potsdam-Mittelmark I | 2004–2019 | Von Brandenburg an der Havel die Stadtteile Görden und Plaue, vom Landkreis Potsdam-Mittelmark die Gemeinden Groß Kreutz und Kloster Lehnin sowie die Ämter Wusterwitz, Ziesar und Beetzsee |
| 18  | Potsdam-Mittelmark II                           | 2014–2019 | Beelitz, Belzig, Amt Brück, Michendorf, Amt Niemegk, Seddiner See, Treuenbrietzen, Wiesenburg |
| 18  | Potsdam-Mittelmark II                           | 2004–2009 | Beelitz, Belzig, Amt Brück, Amt Niemegk, Seddiner See, Treuenbrietzen, Wiesenburg |
| 19  | Potsdam-Mittelmark III/Potsdam III              | 2014–2019 | Vom Landkreis Potsdam-Mittelmark die Gemeinden Schwielowsee und Werder (Havel), von Potsdam die Ortsteile Bornim, Bornstedt, Eiche, Fahrland, Golm, Groß Glienicke, Grube, Marquardt, Nedlitz, Neu Fahrland, Sacrow, Satzkorn und Uetz-Paaren (ohne die Teile, die zum Wahlkreis 21 oder 22 gehören) |
| 19  | Potsdam-Mittelmark III/Potsdam III              | 2004–2009 | Vom Landkreis Potsdam-Mittelmark die Gemeinden Michendorf, Schwielowsee und Werder (Havel), von Potsdam die Ortsteile Fahrland, Groß Glienicke, Marquardt, Neu Fahrland, Satzkorn und Uetz-Paaren |
| 21  | Potsdam I                                       | 2004–2009 | Von Potsdam die Ortsteile Innenstadt-West, Potsdam Nord, Nördliche Vorstädte, Westliche Vorstädte, Babelsberg und Golm |
| 22  | Potsdam II                                      | 2004–2009 | Von Potsdam die Stadtteile Am Stern, Drewitz, Kirchsteigfeld, Potsdam Süd und Zentrum Ost |
| 24  | Teltow-Fläming II                               | 2004–2019 | Jüterbog, Luckenwalde, Amt Dahme/Mark, Niederer Fläming, Niedergörsdorf |
| 26  | Dahme-Spreewald I                               | 2004      | Schönefeld, Bestensee, Eichwalde, Mittenwalde, Schulzendorf, Wildau, Zeuthen und Diepensee |
| 28  | Dahme-Spreewald III                             | 2004–2009 | Lübben, Luckau, Amt Golßener Land, Heideblick, Heidesee, Amt Lieberose, Märkische Heide, Amt Schenkenländchen, Amt Unterspreewald |
| 30  | Oder-Spree III                                  | 2004–2019 | Fürstenwalde, Beeskow, Grünheide, Amt Odervorland, Rietz-Neuendorf, Steinhöfel |
| 33  | Märkisch-Oderland III                           | 2004      | Bad Freienwalde, Altlandsberg, Amt Barnim-Oderbruch, Amt Falkenberg-Höhe, Fredersdorf-Vogelsdorf, Wriezen |
| 33  | Märkisch-Oderland III                           | 2009      | Bad Freienwalde ohne den Ortsteil Hohensaaten, Altlandsberg, Amt Barnim-Oderbruch, Amt Falkenberg-Höhe, Fredersdorf-Vogelsdorf, Wriezen |
| 34  | Märkisch-Oderland IV                            | 2004–2019 | Seelow, Amt Golzow, Amt Lebus, Letschin, Amt Märkische Schweiz, Müncheberg, Amt Neuhardenberg, Amt Seelow-Land |
| 36  | Elbe-Elster I                                   | 2004–2019 | Finsterwalde, Falkenberg, Herzberg (Elster), Amt Kleine Elster, Amt Schlieben, Schönewalde, Sonnewalde, Uebigau-Wahrenbrück |
| 37  | Elbe-Elster II                                  | 2004–2019 | Bad Liebenwerda, Doberlug-Kirchhain, Amt Elsterland, Elsterwerda, Mühlberg, Amt Plessa, Röderland, Amt Schradenland |
| 42  | Spree-Neiße II                                  | 2004      | Spremberg, Amt Döbern-Land, Amt Neuhausen/Spree, Welzow, Haidemühl |